# هو کردن

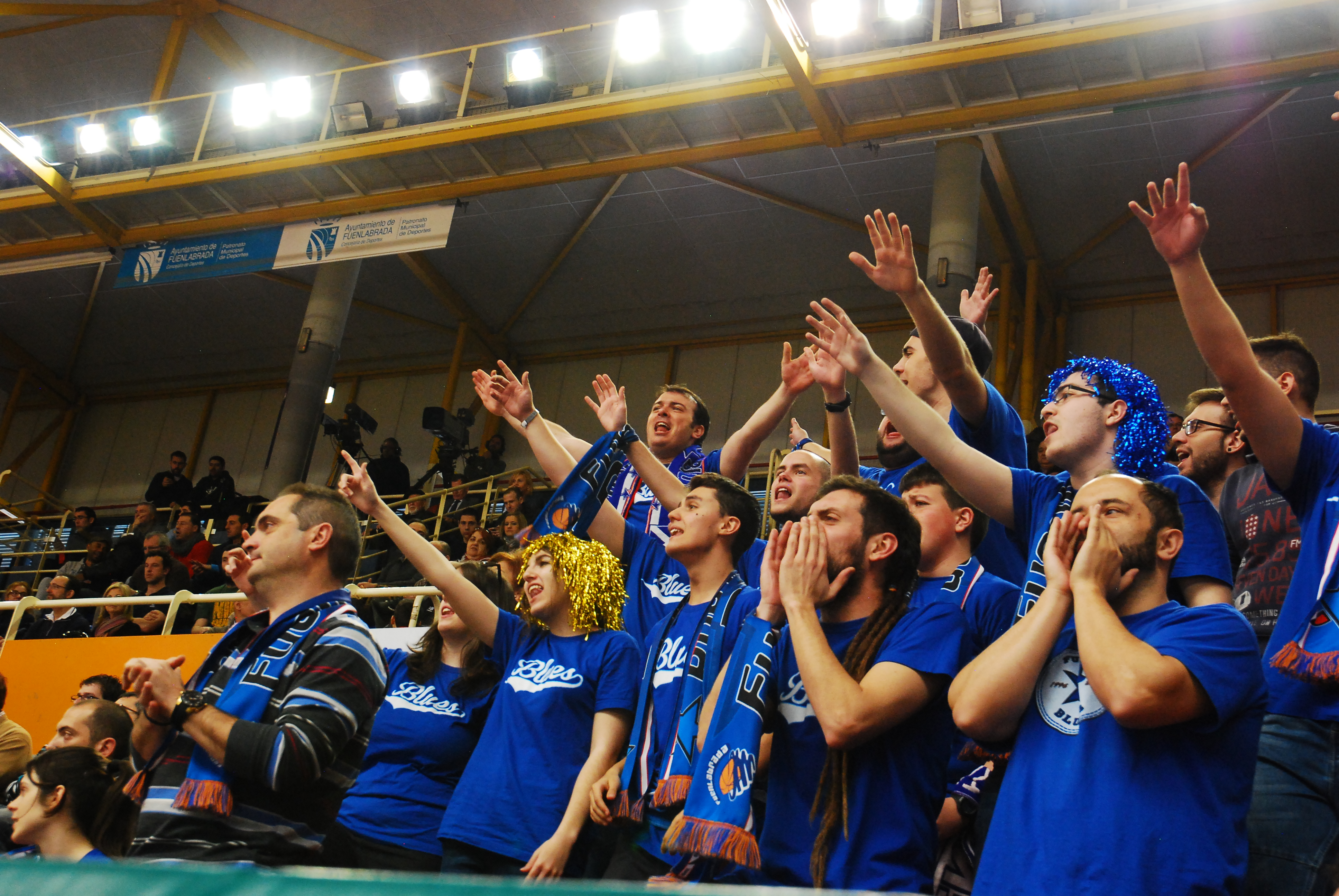
نمایی از هو کردن تماشاچیان در یک رویداد ورزشی

هو کردن یا هو کشیدن (به انگلیسی: Booing) کنشی است که در راستای نشان دادن نارضایتی برای کسی یا چیزی انجام می‌شود، نحوه انجام آن فریاد کشیدن"هوو!" و حفظ و ادامه دادن صدای "اوو" است. افراد همچنین ممکن است از سمبل‌های دستی مانند علامت شست رو به پایین نیز استفاده کنند. اگر تماشاگران از اجرا ناراضی باشند، ممکن است با پرتاب اشیا (میوه‌ها و سبزیجات فاسد شده) نیز مخالفتشان را ابراز دارند.

## سیاست
در پارلمان انگلستان، هو کردن به‌طور رسمی مجاز نیست. ارسکین می اظهار داشت: «اعضا نباید عضویی را که مشغول صحبت است را با شعار دادن، کف زدن، هو کردن یا دیگر اقدامات مشوش کرده یا حرفش را قطع کنند.» با این وجود، در طی سوال از نخست‌وزیر، تمسخر و شوخی تا حدی رایج است.